# Lista de vereadores de Bom Jardim de Minas
Esta é a lista de vereadores de Bom Jardim de Minas, município brasileiro do estado do Minas Gerais.
A câmara municipal de Bom Jardim de Minas é formada por nove cadeiras.

## 19ª Legislatura (2021–2024)
Estes são os vereadores eleitos nas eleições de 15 de novembro de 2020, pelo período de 1° de janeiro de 2021 a 31 de dezembro de 2024:
|   | Nome                                                                             | Partido                                | Votos | %    | Observações |
| - | -------------------------------------------------------------------------------- | -------------------------------------- | ----- | ---- | ----------- |
| 1 | Eliana Maria Nunes, do Antonio Melo (2021) (Bom Jardim de Minas, 05.02.1981–)    | Movimento Democrático Brasileiro (MDB) | 362   | 7,86 | 1º mandato  |
| 2 | Manoel Carlos de Souza Abbud (Barra Mansa, 20.05.1987–)                          | Democratas (DEM)                       | 335   | 7,27 | 1º mandato  |
| 3 | Mateus Carvalho Vitoriano (Bom Jardim de Minas, 06.10.1998–)                     | Democratas (DEM)                       | 334   | 7,25 | 1º mandato  |
| 4 | Alexsandro de Almeida Nardy, Neném do Açougue (Andrelândia, 04.04.1975–)         | Movimento Democrático Brasileiro (MDB) | 314   | 6,82 | 6º mandato  |
| 5 | Valdelei Rodrigues da Silva, Delei do Toninho (Bom Jardim de Minas, 06.11.1979–) | Democratas (DEM)                       | 309   | 6,71 | 2º mandato  |
| 6 | Pedro Vanderli de Rezende, Rocha (Andrelândia, 29.03.1968–)                      | Movimento Democrático Brasileiro (MDB) | 308   | 6,69 | 1º mandato  |
| 7 | José Maria de Paula, Trinca Ferro (Bom Jardim de Minas, 06.03.1960–)             | Democratas (DEM)                       | 290   | 6,30 | 2º mandato  |
| 8 | Ronicelson Andrade Pereira, Magaiver (Aiuruoca, 17.11.1984–)                     | Movimento Democrático Brasileiro (MDB) | 223   | 4,84 | 1º mandato  |
| 9 | Erivelton Rodrigues da Silva (2022) (Campos dos Goytacazes, 26.01.1977–)         | Movimento Democrático Brasileiro (MDB) | 201   | 4,36 | 1º mandato  |

## 18ª Legislatura (2017–2020)
Estes são os vereadores eleitos nas eleições de 2 de outubro de 2016, pelo período de 1° de janeiro de 2017 a 31 de dezembro de 2020:
|   | Nome                                                                             | Partido                                            | Votos | %    | Observações                                        |
| - | -------------------------------------------------------------------------------- | -------------------------------------------------- | ----- | ---- | -------------------------------------------------- |
| 1 | Reginaldo Caetano, Barroso Blz Blz !! (Bom Jardim de Minas, 21.10.1967–)         | Partido da Social Democracia Brasileira (PSDB)     | 502   | 9,96 | 1º mandato                                         |
| 2 | Francisco Neto Caetano, Canário (2017) (Castanhão, 19.12.1957–)                  | Democratas (DEM)                                   | 380   | 7,54 | 2º mandato                                         |
| 3 | Valdelei Rodrigues da Silva, Delei do Toninho (Bom Jardim de Minas, 06.11.1979–) | Democratas (DEM)                                   | 293   | 5,81 | 1º mandato                                         |
| 4 | João Atarciso Martins Machado, Milhão (Bom Jardim de Minas, 27.09.1945–)         | Democratas (DEM)                                   | 267   | 5,30 | 6º mandato                                         |
| 5 | Rita Maria de Almeida, do Tozinho (2020) (Santa Rita de Jacutinga, 16.09.1964–)  | Democratas (DEM)                                   | 254   | 5,04 | 2º mandato                                         |
| 6 | Anderson Tiago Nunes Mendonça, do Açougue (Bom Jardim de Minas, 21.07.1993–)     | Partido da Social Democracia Brasileira (PSDB)     | 253   | 5,02 | 1º mandato. Reassumiu em 08.2019                   |
| 7 | Ademir Aparecido Rodrigues, Cidinho (Arantina, 20.07.1962–)                      | Partido do Movimento Democrático Brasileiro (PMDB) | 251   | 4,98 | 5º mandato                                         |
| 8 | Alexsandro de Almeida Nardy, Neném do Açougue (Andrelândia, 04.04.1975–)         | Partido do Movimento Democrático Brasileiro (PMDB) | 249   | 4,94 | 5º mandato                                         |
| 9 | Sebasttião Flávio de Paula (2018-2019) (Barra Mansa, 03.11.1980–)                | Partido Socialista Brasileiro (PSB)                | 228   | 4,52 | 1º mandato                                         |
| — | Luiz Carlos Pereira de Souza, Preto da Madalena (Juiz de Fora, 02.04.1988–)      | Partido Progressista (PP)                          | 218   | 4,33 | 1º mandato. Assumiu em 05.2019 na vaga de Anderson |

## 17ª Legislatura (2013–2016)
Estes são os vereadores eleitos nas eleições de 7 de outubro de 2012, pelo período de 1° de janeiro de 2013 a 31 de dezembro de 2016:
|   | Nome                                                                             | Partido                                            | Votos | %    | Observações |
| - | -------------------------------------------------------------------------------- | -------------------------------------------------- | ----- | ---- | ----------- |
| 1 | Edson Solimar Pereira, Mazinho (2015) (Liberdade, 22.10.1972–)                   | Partido do Movimento Democrático Brasileiro (PMDB) | 359   | 7,46 | 1º mandato  |
| 2 | Alexsandro de Almeida Nardy, Neném do Açougue (Andrelândia, 04.04.1975–)         | Partido do Movimento Democrático Brasileiro (PMDB) | 280   | 5,82 | 4º mandato  |
| 3 | José Luis Pena (Rio de Janeiro, 19.05.1962–)                                     | Partido do Movimento Democrático Brasileiro (PMDB) | 272   | 5,65 | 1º mandato  |
| 4 | Ademir Aparecido Rodrigues, Cidinho (2014) (Arantina, 20.07.1962–)               | Partido do Movimento Democrático Brasileiro (PMDB) | 262   | 5,45 | 4º mandato  |
| 5 | João Atarciso Martins Machado, Milhão (Bom Jardim de Minas, 27.09.1945–)         | Democratas (DEM)                                   | 240   | 4,99 | 5º mandato  |
| 6 | José Ronaldo de Almeida, Rosendo (Bom Jardim de Minas, 26.07.1967–)              | Partido Trabalhista Brasileiro (PTB)               | 232   | 4,82 | 2º mandato  |
| 7 | Manoel Messias Nunes, Cabeça de Boi (Bom Jardim de Minas, 13.10.1952–)           | Partido Trabalhista Brasileiro (PTB)               | 225   | 4,68 | 2º mandato  |
| 8 | Teresa D'Ávila de Almeida, Teresinha da Casa da Terra (Andrelândia, 28.07.1970–) | Democratas (DEM)                                   | 225   | 4,68 | 1º mandato  |
| 9 | José Donizeth Rezende, Caramujo (Arantina, 15.03.1962–)                          | Democratas (DEM)                                   | 217   | 4,51 | 2º mandato  |

## 16ª Legislatura (2009–2012)
Estes são os vereadores eleitos nas eleições de 5 de outubro de 2008, pelo período de 1° de janeiro de 2009 a 31 de dezembro de 2012:
|   | Nome                                                                                                | Partido                                            | Votos | %    | Observações |
| - | --------------------------------------------------------------------------------------------------- | -------------------------------------------------- | ----- | ---- | ----------- |
| 1 | Rita Maria de Almeida Batista, do Tozinho (2011) (Santa Rita de Jacutinga, 16.09.1964–)             | Democratas (DEM)                                   | 364   | 7,60 | 1º mandato  |
| 2 | José Maria de Paula, Trinca Ferro (Bom Jardim de Minas, 06.03.1960–)                                | Democratas (DEM)                                   | 266   | 5,55 | 1º mandato  |
| 3 | Alexsandro de Almeida Nardy, Neném do Açougue (Andrelândia, 04.04.1975–)                            | Partido do Movimento Democrático Brasileiro (PMDB) | 253   | 5,28 | 3º mandato  |
| 4 | João Atarciso Martins Machado, Milhão (2012) (Bom Jardim de Minas, 27.09.1945–)                     | Democratas (DEM)                                   | 247   | 5,16 | 4º mandato  |
| 5 | José Ronaldo de Almeida, do Rosendo (Bom Jardim de Minas, 26.07.1967–)                              | Partido Trabalhista Brasileiro (PTB)               | 215   | 4,49 | 1º mandato  |
| 6 | José Geraldo de Medeiros (Bom Jardim de Minas, 24.09.1979–)                                         | Partido do Movimento Democrático Brasileiro (PMDB) | 211   | 4,40 | 1º mandato  |
| 7 | Ademir Aparecido Rodrigues, Cidinho (Arantina, 20.07.1962–)                                         | Partido do Movimento Democrático Brasileiro (PMDB) | 210   | 4,38 | 3º mandato  |
| 8 | Anderson Fabiano Nardy, do Zezinho (Bom Jardim de Minas, 27.03.1978–)                               | Democratas (DEM)                                   | 193   | 4,03 | 1º mandato  |
| 9 | João Batista da Silva Rocha, Joãozinho da Construsan (2009-2010) (Bom Jardim de Minas, 28.11.1964–) | Democratas (DEM)                                   | 148   | 3,09 | 2º mandato  |

## 15ª Legislatura (2005–2008)
Estes são os vereadores eleitos nas eleições de 3 de outubro de 2004, pelo período de 1° de janeiro de 2005 a 31 de dezembro de 2008:
|   | Nome                                                                                    | Partido                                            | Votos | %    | Observações                                                                           |
| - | --------------------------------------------------------------------------------------- | -------------------------------------------------- | ----- | ---- | ------------------------------------------------------------------------------------- |
| 1 | Sebastião Delgado de Almeida, Tozinho (Bom Jardim de Minas, 05.02.1936–)                | Partido da Frente Liberal (PFL)                    | 314   | 6,88 | 1º mandato Faleceu antes do término do mandato, substituído por José Donizete Rezende |
| 2 | José Raimundo da Silva (2005-2006) (Bom Jardim de Minas, 21.05.1954–)                   | Partido do Movimento Democrático Brasileiro (PMDB) | 300   | 6,57 | 3º mandato                                                                            |
| 3 | Alexsandro de Almeida Nardy, Neném do Açougue (Andrelândia, 04.04.1975–)                | Partido do Movimento Democrático Brasileiro (PMDB) | 243   | 5,32 | 2º mandato                                                                            |
| 4 | João Atarciso Martins Machado, Milhão (Bom Jardim de Minas, 27.09.1945–)                | Partido da Frente Liberal (PFL)                    | 226   | 4,95 | 3º mandato                                                                            |
| 5 | Ademir Aparecido Rodrigues, Cidinho (2007-2008) (Arantina, 20.07.1962–)                 | Partido do Movimento Democrático Brasileiro (PMDB) | 198   | 4,34 | 2º mandato                                                                            |
| 6 | José Anderson de Paula, do Tatão (Bom Jardim de Minas, 17.05.1970–)                     | Partido Progressista (PP)                          | 177   | 3,88 | 1º mandato                                                                            |
| 7 | Luiz Carlos de Andrade, Pituca (Barra Mansa, 26.09.1973–)                               | Partido do Movimento Democrático Brasileiro (PMDB) | 135   | 2,96 | 1º mandato                                                                            |
| 8 | João Batista da Silva Rocha, Joãozinho da Construsan (Bom Jardim de Minas, 28.11.1964–) | Partido da Frente Liberal (PFL)                    | 131   | 2,87 | 1º mandato                                                                            |
| 9 | Edison de Almeida Afonso, Edinho Relojoeiro (Bom Jardim de Minas, 02.07.1944–)          | Partido da Frente Liberal (PFL)                    | 82    | 1,80 | 1º mandato                                                                            |
| — | Antônio Braz (Bom Jardim de Minas, 02.03.1953–)                                         | Partido da Frente Liberal (PFL)                    | 74    | 1,62 | 1º mandato                                                                            |
| — | José Donizeth Rezende, Caramujo Donizete (Arantina, 15.03.1962–)                        | Partido da Frente Liberal (PFL)                    | 70    | 1,53 | 1º mandato                                                                            |

## 14ª Legislatura (2001–2004)
Estes são os vereadores eleitos nas eleições de 1º de outubro de 2000, pelo período de 1° de janeiro de 2001 a 31 de dezembro de 2004:
|   | Nome                                                                                     | Partido                                            | Votos | %    | Observações |
| - | ---------------------------------------------------------------------------------------- | -------------------------------------------------- | ----- | ---- | ----------- |
| 1 | João Atarciso Martins Machado, Milhão (Bom Jardim de Minas, 27.09.1945–)                 | Partido da Frente Liberal (PFL)                    | 283   | 6,12 | 2º mandato  |
| 2 | Alexsandro de Almeida Nardy, Neném do Açougue (Andrelândia, 04.04.1975–)                 | Partido do Movimento Democrático Brasileiro (PMDB) | 256   | 5,54 | 1º mandato  |
| 3 | José Raimundo da Silva (2001-2002) (Bom Jardim de Minas, 21.05.1954–)                    | Partido do Movimento Democrático Brasileiro (PMDB) | 242   | 5,24 | 2º mandato  |
| 4 | José Luiz Pena (Barra Mansa, 19.05.1962–)                                                | Partido do Movimento Democrático Brasileiro (PMDB) | 187   | 4,05 | 1º mandato  |
| 5 | Ademir Aparecido Rodrigues, Cidinho (Arantina, 20.07.1962–)                              | Partido do Movimento Democrático Brasileiro (PMDB) | 176   | 3,81 | 1º mandato  |
| 6 | Francisco Neto Caetano, Canário (Castanhão, 19.12.1957–)                                 | Partido da Frente Liberal (PFL)                    | 167   | 3,61 | 1º mandato  |
| 7 | Sebastião José de Paula, Tiãozinho (Bom Jardim de Minas, 22.06.1959–)                    | Partido da Frente Liberal (PFL)                    | 158   | 3,42 | 2º mandato  |
| 8 | Everaldo Expedito Alves, do Diti Monteiro (2003-2004) (Bom Jardim de Minas, 01.08.1973–) | Partido da Social Democracia Brasileira (PSDB)     | 146   | 3,16 | 1º mandato  |
| 9 | Miguel Ferreira Camilo (Bom Jardim de Minas, 18.08.1973–)                                | Partido da Social Democracia Brasileira (PSDB)     | 122   | 2,64 | 1º mandato  |
| — | José Augusto D’Aparecido Nardy Leite (Barra do Piraí, 28.02.1946–)                       | Partido do Movimento Democrático Brasileiro (PMDB) | 133   | 2,88 | 1º mandato  |

## 13ª Legislatura (1997–2000)
Estes são os vereadores eleitos nas eleições de 3 de outubro de 1996, pelo período de 1° de janeiro de 1997 a 31 de dezembro de 2000:
|   | Nome                                                            | Partido                                            | Votos | %    | Observações |
| - | --------------------------------------------------------------- | -------------------------------------------------- | ----- | ---- | ----------- |
| 1 | Álvaro de Andrade (1997-1998)                                   | Partido do Movimento Democrático Brasileiro (PMDB) | 153   | 3,94 | 2º mandato  |
| 2 | Geraldo Francisco de Andrade (Bom Jardim de Minas, 28.03.1934–) | Partido da Frente Liberal (PFL)                    | 135   | 3,47 | 6º mandato  |
| 3 | Dalva Helena de Almeida Medeiros (2000) (??, 08.08.1952–)       | Partido do Movimento Democrático Brasileiro (PMDB) | 134   | 3,45 | 2º mandato  |
| 4 | José Carlos da Silva Landim (Bom Jardim de Minas, 04.02.1957–)  | Partido da Frente Liberal (PFL)                    | 120   | 3,09 | 3º mandato  |
| 5 | Sérgio Murilo Nunes                                             | Partido do Movimento Democrático Brasileiro (PMDB) | 120   | 3,09 | 1º mandato  |
| 6 | Sebastião José de Paula (Bom Jardim de Minas, 22.06.1959–)      | Partido da Frente Liberal (PFL)                    | 117   | 3,01 | 1º mandato  |
| 7 | Gilberto Antônio de Paula (1999)                                | Partido da Social Democracia Brasileira (PSDB)     | 112   | 2,88 | 1º mandato  |
| 8 | Jorge Nardy                                                     | Partido do Movimento Democrático Brasileiro (PMDB) | 112   | 2,88 | 2º mandato  |
| 9 | Gilvan Carlos Toledo (Bom Jardim de Minas, 31.07.1966–)         | Partido da Social Democracia Brasileira (PSDB)     | 106   | 2,73 | 1º mandato  |

## 12ª Legislatura (1993–1996)
Estes são os vereadores eleitos nas eleições de 3 de outubro de 1992, pelo período de 1° de janeiro de 1993 a 31 de dezembro de 1996:
|   | Nome                                                             | Partido                                            | Votos | %     | Observações |
| - | ---------------------------------------------------------------- | -------------------------------------------------- | ----- | ----- | ----------- |
| 1 | Antônio Gonçalves de Resende (1993-1994)                         | Partido do Movimento Democrático Brasileiro (PMDB) | 153   | 14,87 | 1º mandato  |
| 2 | João Atarciso Martins Machado (Bom Jardim de Minas, 27.09.1945–) | Partido da Reconstrução Nacional (PRN)             | 134   | 13,02 | 1º mandato  |
| 3 | José de Andrade (1995-1996) (Bom Jardim de Minas, 08.04.1951–)   | Partido do Movimento Democrático Brasileiro (PMDB) | 133   | 12,93 | 2º mandato  |
| 4 | Jorge Nardy                                                      | Partido do Movimento Democrático Brasileiro (PMDB) | 111   | 10,79 | 1º mandato  |
| 5 | Maria Cristina Alexandre                                         | Partido da Reconstrução Nacional (PRN)             | 110   | 10,69 | 1º mandato  |
| 6 | Domingos de Lima Franklin                                        | Partido da Frente Liberal (PFL)                    | 106   | 10,30 | 1º mandato  |
| 7 | Álvaro de Andrade                                                | Partido do Movimento Democrático Brasileiro (PMDB) | 103   | 10,01 | 1º mandato  |
| 8 | José Carlos da Silva Landim (Bom Jardim de Minas, 04.02.1957–)   | Partido da Frente Liberal (PFL)                    | 98    | 9,52  | 2º mandato  |
| 9 | Geni de Fátima Aquino                                            | Partido do Movimento Democrático Brasileiro (PMDB) | 81    | 7,87  | 1º mandato  |

## 11ª Legislatura (1989–1992)
Estes são os vereadores eleitos nas eleições de 15 de novembro de 1988, pelo período de 1° de janeiro de 1989 a 31 de dezembro de 1992:
|   | Nome                                                                       | Partido                                            | Votos | %     | Observações |
| - | -------------------------------------------------------------------------- | -------------------------------------------------- | ----- | ----- | ----------- |
| 1 | José Raimundo da Silva (Bom Jardim de Minas, 21.05.1954–)                  | Partido do Movimento Democrático Brasileiro (PMDB) | 227   | 10,71 | 1º mandato  |
| 2 | Dimas Abbud                                                                | Partido do Movimento Democrático Brasileiro (PMDB) | 214   | 10,10 | 3º mandato  |
| 3 | César Lopes Pereira                                                        | Partido Democrático Social (PDS)                   | 146   | 6,89  | 1º mandato  |
| 4 | Domingos de Almeida                                                        | Partido do Movimento Democrático Brasileiro (PMDB) | 134   | 6,32  | 1º mandato  |
| 5 | Wanderlei Nunes                                                            | Partido do Movimento Democrático Brasileiro (PMDB) | 130   | 6,13  | 1º mandato  |
| 6 | Joaquim Rodrigues                                                          | Partido Democrático Social (PDS)                   | 117   | 5,52  | 3º mandato  |
| — | José de Andrade (Bom Jardim de Minas, 08.04.1951–)                         | Partido do Movimento Democrático Brasileiro (PMDB) | 116   | 5,47  | 1º mandato  |
| 7 | Dalva Helena de Almeida Medeiros (1989-1990)                               | Partido da Frente Liberal (PFL)                    | 113   | 5,33  | 1º mandato  |
| 8 | José Domingos Nardy                                                        | Partido da Frente Liberal (PFL)                    | 97    | 4,58  | 1º mandato  |
| 9 | José Carlos da Silva Landim (1991-1992) (Bom Jardim de Minas, 04.02.1957–) | Partido da Frente Liberal (PFL)                    | 85    | 4,01  | 1º mandato  |

## 10ª Legislatura (1983–1988)
Estes são os vereadores eleitos nas eleições de 15 de novembro de 1982:
|   | Nome                                                                            | Partido                                            | Votos | %     | Observações |
| - | ------------------------------------------------------------------------------- | -------------------------------------------------- | ----- | ----- | ----------- |
| 1 | Manoel Messias Nunes (Bom Jardim de Minas, 13.10.1952–)                         | Partido do Movimento Democrático Brasileiro (PMDB) | 264   | 13,46 | 1º mandato  |
| 2 | Genivaldo Marques de Paula (1984-1985) (Olaria, 21.06.1957–18.11.2020)          | Partido Democrático Social (PDS)                   | 207   | 10,56 | 1º mandato  |
| 3 | José Batista Alves                                                              | Partido Democrático Social (PDS)                   | 200   | 10,20 | 1º mandato  |
| 4 | Geraldo Francisco de Andrade (1983) e (1988) (Bom Jardim de Minas, 28.03.1934–) | Partido Democrático Social (PDS)                   | 200   | 10,20 | 5º mandato  |
| 5 | Geraldo Gonçalves de Rezende (Bom Jardim de Minas, 24.12.1939–)                 | Partido do Movimento Democrático Brasileiro (PMDB) | 191   | 9,74  | 1º mandato  |
| 6 | Paulo Sebastião da Silva                                                        | Partido Democrático Social (PDS)                   | 184   | 9,38  | 1º mandato  |
| 7 | Carlos Roberto Marques (Bom Jardim de Minas, 27.01.1950–)                       | Partido do Movimento Democrático Brasileiro (PMDB) | 167   | 8,52  | 2º mandato  |
| 8 | José Adão Diniz                                                                 | Partido do Movimento Democrático Brasileiro (PMDB) | 166   | 8,47  | 1º mandato  |
| 9 | Rogério Tinôco (1986-1987) (Bom Jardim de Minas, 21.04.1949–)                   | Partido Democrático Social (PDS)                   | 164   | 8,36  | 1º mandato  |
| — | Manoel Rodrigues da Silva                                                       | —                                                  | —     | —     | 1º mandato  |

## 9ª Legislatura (1977–1982)
Estes são os vereadores eleitos nas eleições de 15 de novembro de 1976:
|   | Nome                                                            | Partido | Observações |
| - | --------------------------------------------------------------- | ------- | ----------- |
| 1 | José Isalino de Almeida Filho (1977-1978)                       |         | 3º mandato  |
| 2 | José Raimundo Landim (1979)                                     |         | 2º mandato  |
| 3 | Vicente Guizalbert de Souza (1980-1982)                         |         | 1º mandato  |
| 4 | José Delfino de Resende                                         |         | 1º mandato  |
| 5 | Joaquim Rodrigues                                               |         | 2º mandato  |
| 6 | Olavides Rodrigues de Paula                                     |         | 1º mandato  |
| 7 | Ismar Gonçalves Teixeira                                        |         | 3º mandato  |
| 8 | Maurílio José Rodrigues                                         |         | 2º mandato  |
| 9 | José de Freitas                                                 |         | 1º mandato  |
| — | Geraldo Francisco de Andrade (Bom Jardim de Minas, 28.03.1934–) |         | 4º mandato  |

## 8ª Legislatura (1973–1976)
Estes são os vereadores eleitos nas eleições de 15 de novembro de 1972:
|   | Nome                                                            | Partido | Observações |
| - | --------------------------------------------------------------- | ------- | ----------- |
| 1 | José Isalino de Almeida Filho (1973-1974) e (1976)              |         | 2º mandato  |
| 2 | José Raimundo Landim (1975)                                     |         | 1º mandato  |
| 3 | Joaquim Rodrigues                                               |         | 1º mandato  |
| 4 | Raimundo Rodrigues de Almeida                                   |         | 2º mandato  |
| 5 | Willian Rocha                                                   |         | 1º mandato  |
| 6 | Ismar Gonçalves Teixeira                                        |         | 2º mandato  |
| 7 | Valtenci Landim                                                 |         | 1º mandato  |
| 8 | Geraldo Francisco de Andrade (Bom Jardim de Minas, 28.03.1934–) |         | 3º mandato  |
| 9 | Vicente Xavier                                                  |         | 1º mandato  |
| — | Maurílio José Rodrigues                                         |         | 1º mandato  |

## 7ª Legislatura (1971–1972)
|   | Nome                                                      | Partido | Observações |
| - | --------------------------------------------------------- | ------- | ----------- |
| 1 | Itacy Bougleux de Andrade (1971)                          |         | 2º mandato  |
| 2 | José Isalino de Almeida Filho (1972)                      |         | 1º mandato  |
| 3 | Domingos José da Silva                                    |         | 1º mandato  |
| 4 | Carlos Roberto Marques (Bom Jardim de Minas, 27.01.1950–) |         | 1º mandato  |
| 5 | Gumercindo Gonçalves da Cunha                             |         | 3º mandato  |
| 6 | Genésio de Melo Tinoco                                    |         | 1º mandato  |
| 7 | José Neves Pereira                                        |         | 5º mandato  |
| 8 | Raimundo Rodrigues de Almeida                             |         | 1º mandato  |
| 9 | Moisés de Andrade                                         |         | 2º mandato  |
| — | Ismar Gonçalves Teixeira                                  |         | 1º mandato  |

## 6ª Legislatura (1967–1970)
|   | Nome                                                            | Partido | Observações |
| - | --------------------------------------------------------------- | ------- | ----------- |
| 1 | Dimas Abbud (1967)                                              |         | 2º mandato  |
| 2 | Moisés de Andrade (1968)                                        |         | 1º mandato  |
| 3 | Itacy Bougleux de Andrade (1969)                                |         | 1º mandato  |
| 4 | Adilson Alexandre (1970)                                        |         | 1º mandato  |
| 5 | José Neves Pereira                                              |         | 4º mandato  |
| 6 | Miguel Olímpio de Paula                                         |         | 1º mandato  |
| 7 | Geraldo Francisco de Andrade (Bom Jardim de Minas, 28.03.1934–) |         | 2º mandato  |
| 8 | José Isalino de Andrade Ferreira                                |         | 1º mandato  |
| — | Gumercindo Gonçalves de Cunha                                   |         | 2º mandato  |

## 5ª Legislatura (1963–1966)
|   | Nome                                                            | Partido | Observações |
| - | --------------------------------------------------------------- | ------- | ----------- |
| 1 | Américo Ferreira Pena                                           |         | 5º mandato  |
| 2 | José Oscar de Paula                                             |         | 1º mandato  |
| 3 | José Landim da Silva                                            |         | 3º mandato  |
| 4 | José do Nascimento                                              |         | 1º mandato  |
| 5 | Jorge de Paula                                                  |         | 2º mandato  |
| 6 | Manuel Ferreira Fernandes                                       |         | 1º mandato  |
| 7 | Geraldo Francisco de Andrade (Bom Jardim de Minas, 28.03.1934–) |         | 1º mandato  |
| 8 | Dimas Abbud                                                     |         | 1º mandato  |
| 9 | Orlando Altomare de Carvalho                                    |         | 1º mandato  |

## 4ª Legislatura (1959–1962)
|   | Nome                       | Partido | Observações |
| - | -------------------------- | ------- | ----------- |
| 1 | Américo Ferreira Pena      |         | 4º mandato  |
| 2 | Geraldo Rodrigues da Silva |         | 2º mandato  |
| 3 | Joaquim Rodrigues Sobrinho |         | 3º mandato  |
| 4 | José Santos                |         | 1º mandato  |
| 5 | Joaquim Amaral Landim      |         | 1º mandato  |
| 6 | José Neves Pereira         |         | 3º mandato  |
| 7 | Jorge de Paula             |         | 1º mandato  |
| 8 | Geraldo Andrade            |         | 3º mandato  |
| 9 | José Garcia da Silva       |         | 2º mandato  |

## 3ª Legislatura (1955–1958)
|   | Nome                         | Partido | Observações |
| - | ---------------------------- | ------- | ----------- |
| 1 | Américo Ferreira Pena        |         | 3º mandato  |
| 2 | José Garcia da Silva         |         | 1º mandato  |
| 3 | Abrahão Abbud                |         | 2º mandato  |
| 4 | Geraldo Andrade              |         | 2º mandato  |
| 5 | Geraldo Rodrigues da Silva   |         | 1º mandato  |
| 6 | José Neves Pereira           |         | 2º mandato  |
| 7 | Joaquim Rodrigues Sobrinho   |         | 2º mandato  |
| 8 | José Almeida e Silva         |         | 1º mandato  |
| 9 | José Nascimento              |         | 1º mandato  |
| — | Francisco Felisberto Cunha   |         | 1º mandato  |
| — | César Augusto Jovita Marques |         | 1º mandato  |

## 2ª Legislatura (1951–1954)
|   | Nome                          | Partido | Observações |
| - | ----------------------------- | ------- | ----------- |
| 1 | Américo Ferreira Pena         |         | 2º mandato  |
| 2 | José Sebastião de Almeida     |         | 2º mandato  |
| 3 | José Landim                   |         | 2º mandato  |
| 4 | Joaquim Rodrigues Sobrinho    |         | 1º mandato  |
| 5 | Honório Teixeira              |         | 2º mandato  |
| 6 | Abrahão Abbud                 |         | 1º mandato  |
| 7 | José Neves Pereira            |         | 1º mandato  |
| 8 | Jorge Nascimento              |         | 1º mandato  |
| 9 | Sebastião de Carvalho Pereira |         | 1º mandato  |
| — | Plínio Gonçalves Vitral       |         | 1º mandato  |

## 1ª Legislatura (1947–1950)
|   | Nome                          | Partido | Observações |
| - | ----------------------------- | ------- | ----------- |
| 1 | Américo Ferreira Pena         |         | 1º mandato  |
| 2 | José Sebastião de Almeida     |         | 1º mandato  |
| 3 | José Landim                   |         | 1º mandato  |
| 4 | Abeilard Antunes do Amaral    |         | 1º mandato  |
| 5 | Waldonier Nascimento          |         | 1º mandato  |
| 6 | Geraldo Andrade               |         | 1º mandato  |
| 7 | José Rachid Nader             |         | 1º mandato  |
| 8 | Adão Altomare Nardy           |         | 1º mandato  |
| 9 | Prudente de Carvalho Pereira  |         | 1º mandato  |
| — | Honório Teixeira              |         | 1º mandato  |
| — | Gumercindo Gonçalves da Cunha |         | 1º mandato  |
| — | José Geraldo de Souza         |         | 1º mandato  |

## Legenda
| cor  | significado          |
| Bege | Presidente da Câmara |
| Azul | Suplente             |